# Schenkon
Schenkon är en ort och kommun i distriktet Sursee i kantonen Luzern, Schweiz. Kommunen har 3 130 invånare (2023).